# Fernando Estévez
Fernando Estévez de Salas (født 3. marts 1788 i La Orotava, Tenerife, død 14. august 1854 i San Cristóbal de La Laguna, Tenerife) var en spansk billedhugger og maler. Han betragtes som den højeste repræsentant for neoklassisk kunst på De Kanariske Øer.
Hans værker omhandler særligt religiøse emner. Han fik sin første kunstneriske uddannelse i franciskanerklostret Skt. Laurentius i sin hjemby. Der mødte han billedhuggeren Luján Pérez og blev hans vigtigste elev. Estévez flyttede til værkstedet Luján Pérez i Las Palmas de Gran Canaria indtil 1808. Samme år etablerede han eget skulptur- og maleriværksted i La Orotava. I 1846 åbnede han et andet værksted i Santa Cruz de Tenerife.
Blandt hans hovedværker kan nævnes:
- Jomfruen af Candelaria (Basilikaen Vor Frue af Candelaria). Dette er hans mest berømte værk.
- Kristus korsfæstet (Katedralen i San Cristóbal de La Laguna).
- Jomfru Marias ubesmittede undfangelse (Vor Frue Kirke af den ubesmittede undfangelse, San Cristóbal de La Laguna).
- Johannes Døberen (Sankt Johannes Døberens basilika, Telde).
- Tilgivelsens Kristus (Frelserkirken, Santa Cruz de La Palma).

## Værker
- Kristus korsfæstet (Katedralen i San Cristóbal de La Laguna)
- Jomfru Marias sorger, La Orotava
- Johannes Døberen, Telde
- Vor Frue af Rosenkransen, Las Palmas de Gran Canaria
- Apostlen Peter, La Orotava